# Daniel Sundén-Cullberg
Daniel Alrik "Dan" Sundén-Cullberg (Estocolmo, 6 de abril de 1907 — Veinge, 27 de janeiro de 1982) foi um velejador sueco, medalhista olímpico. Ele competiu nos Jogos Olímpicos de Verão de 1932 na classe Star e conquistou a medalha de bronze na disputa a bordo do Swedish Star com Gunnar Asther. Durante toda a vida fez parte da Kungliga Svenska Segelsällskapet.